# قانون الجنسية الأذربيجانية

شعار أذربيجان

المواطنة من أذربيجان - إن الشخص الذي ينتمي إلى الدولة الأذربيجانية، وله انتماء سياسي وقانوني إليه، وكذلك مع حقوق وواجبات متبادلة، هو مواطن من جمهورية أذربيجان.إن الشخص المولود في أراضي جمهورية أذربيجان أو مواطني جمهورية أذربيجان هو مواطن من جمهورية أذربيجان.أحد الوالدين هو مواطن من جمهورية أذربيجان وهو مواطن من جمهورية أذربيجان.

## حقوق المواطنة
من أجل ضمان حق المواطنة، تكون الدولة الأذربيجانية مسؤولة أمام مواطني جمهورية أذربيجان في مواجهة سلطاتها ومسؤوليها.المواطنة لجمهورية أذربيجان متساوية للجميع، بغض النظر عن أساس اكتسابها.تستند حقوق وحريات وواجبات مواطني جمهورية أذربيجان إلى الأصل والوضع الاجتماعي والملكية والعرق والجنسية والجنس والتعليم واللغة والدين والمعتقدات السياسية وغيرها، ونوع وطابع المهنة والإقامة ومكان الإقامة والظروف الأخرى بغض النظر عن المساواة.يتكون تشريع جمهورية أذربيجان بشأن المواطنة من دستور جمهورية أذربيجان، هذا القانون والأفعال التشريعية ذات الصلة لجمهورية أذربيجان. الأشخاص التالية أسماؤهم مواطنون في جمهورية أذربيجان:
- الأشخاص الذين حصلوا على جنسية جمهورية أذربيجان قبل بدء نفاذ هذا القانون، شريطة أن يكون مواطن من جمهورية أذربيجان مسجلاً في مكان الإقامة في جمهورية أذربيجان قبل بدء نفاذ هذا القانون؛
- الأشخاص غير المواطنين في جمهورية أذربيجان أو دولة أخرى، لكنهم مسجلون في جمهورية أذربيجان اعتبارًا من 1 يناير 1992 ؛
- استقر اللاجئون في أراضي جمهورية أذربيجان من 1 يناير 1988 إلى 1 يناير 1992 ؛

يجب على الأشخاص المشار إليهم في الفقرة 2 من الجزء الأول من هذه المادة الحصول على جنسية جمهورية أذربيجان في حالة التقدم بطلب للحصول على جنسية جمهورية أذربيجان خلال سنة واحدة من تاريخ بدء نفاذ هذا القانون.لا يفقد اللاجئون الذين منحوا جنسية جمهورية أذربيجان على أساس الفقرة 3 من الجزء الأول من هذه المادة حق العودة إلى بلدهم الأصلي. هؤلاء الأشخاص يخضعون لتخفيضات للأشخاص النازحين داخليا في تشريعات جمهورية أذربيجان.

## تشريع جمهورية أذربيجان بشأن الجنسية
عندما يتبنى الأجانب طفلًا من مواطني جمهورية أذربيجان، يتم إنهاء جنسيتهم في جمهورية أذربيجان بناء على طلبهم.إذا كان الطفل من مواطني جمهورية أذربيجان مواطناً من جمهورية أذربيجان والآخر أجنبياً، يحتفظ الطفل المتبنى بجنسية جمهورية أذربيجان.في الالتماس من الوالدين بالتبني يجوز للطفل الانسحاب من جنسية جمهورية أذربيجان.إذا كان الزوج الذي يتبنى طفلاً من جمهورية أذربيجان هو شخص عديم الجنسية، أو أحد مواطني جمهورية أذربيجان، والآخر هو شخص عديم الجنسية، يجب أن يحتفظ هذا الطفل بجنسية جمهورية أذربيجان.

## وثائق تؤكد جنسية جمهورية أذربيجان
فيما يلي الوثائق التي تؤكد جنسية جمهورية أذربيجان:
- شهادة الميلاد
- بطاقة الهوية لمواطن جمهورية أذربيجان؛
- جواز سفر مواطن من جمهورية أذربيجان.

لا يؤدي الزواج أو الزواج مع شخص أجنبي أو شخص عديم الجنسية ومواطن من جمهورية أذربيجان إلى تغيير في جنسية الزوج / الزوجة.تغيير جنسية الزوج لا يغير جنسية الزوج (الزوج).لا يترتب على إقامة مواطن من جمهورية أذربيجان في إقليم دولة أجنبية إنهاء جنسية جمهورية أذربيجان.هيئات الدولة في أذربيجان، الدول الأجنبية والمنظمات الدولية والبعثات الدبلوماسية والقنصليات، وكذلك المسؤولين في جمهورية أذربيجان خارج الأحياء مؤقتة أو دائمة من مواطني جمهورية أذربيجان في الوثائق الدولية لحقوق الإنسان والتشريعات الأجنبية وأذربيجان والمواطنين الأذربيجانيين الذين يعيشون كلهم مجبرون على الرؤية.

## اقتناء وترميم جنسية جمهورية أذربيجان
يجوز قبول الأجانب والأشخاص عديمي الجنسية في جنسية جمهورية أذربيجان دون مراعاة الفترة الزمنية المبينة في الجزء الأول من هذه المادة في الحالات التالية:
- عندما يكون للشخص إنجازات عالية في العلوم أو التكنولوجيا أو الثقافة أو الرياضة؛
- عندما يكون الشخص ذا أهمية خاصة لجمهورية أذربيجان وفي حالات استثنائية أخرى.

وفي مثل هذه الحالات، تبرر السلطة التنفيذية المعنية مدى ملاءمة قبول شخص أجنبي أو شخص عديم الجنسية إلى جنسية جمهورية أذربيجان.إذا كان الشخص لديه خدمات خاصة قبل جمهورية أذربيجان، يجوز له أن يُقبل في جمهورية أذربيجان بجنسية دون مراعاة الشروط المحددة في الجزء الأول من هذه المادة.يجب على الشخص المتقدم للقبول في جنسية جمهورية أذربيجان أن يقوم بواجب الدولة وفقا للإجراء والمبلغ المنصوص عليه في تشريع جمهورية أذربيجان.يجب على الشخص المتقدم بطلب لاستعادة جنسية جمهورية أذربيجان أن يقوم بواجب الدولة وفقا للإجراء والمبلغ المنصوص عليه في تشريع جمهورية أذربيجان.

## فقدان الجنسية لجمهورية أذربيجان
يتم إنهاء جنسية جمهورية أذربيجان في الحالات التالية:
- نتيجة للخروج من جنسية جمهورية أذربيجان؛
- نتيجة لفقدان جنسية جمهورية أذربيجان؛
- إذا كانت هناك أسس منصوص عليها في الاتفاقيات الدولية لجمهورية أذربيجان؛
- إذا كانت هناك أسباب أخرى منصوص عليها في هذا القانون.

ينفذ خروج جنسية جمهورية أذربيجان بناء على طلب الشخص وفقاً للإجراء المنصوص عليه في هذا القانون.إذا كان الشخص الذي قدم طلباً للانسحاب من جنسية جمهورية أذربيجان لديه التزامات غير مسددة تجاه التزامات الدولة أو الملكية المتعلقة بمصالح الكيانات القانونية والأشخاص الطبيعيين في جمهورية أذربيجان، فيجوز رفض طلب الجنسية.إذا كان الشخص الذي قدم طلباً بالانسحاب من جنسية جمهورية أذربيجان قد تورط في قضية جنائية أو كان له حكم قضائي نافذ قانونياً أو خروج شخص من جنسية جمهورية أذربيجان مخالفة لمصالح أمن الدولة لجمهورية أذربيجان، غير مسموح.يحكم قانون جمهورية أذربيجان «واجب الدولة» مسألة دفع واجب الدولة ذات الصلة من جانب الشخص المتقدم بطلب الخروج من جنسية جمهورية أذربيجان.

## جنسية الأطفال عند تأميم الوالدين واعتمادهم
عندما يغير الوالدان جنسيتهما، ونتيجة لذلك، يحصل كل منهما على جنسية جمهورية أذربيجان، كما يمنح الأطفال الذين تقل أعمارهم عن 14 سنة جنسية جمهورية أذربيجان.إذا كان أحد والدي الطفل على علم بأن الوالد يحصل على جنسية جمهورية أذربيجان، فإن الطفل دون سن الرابعة عشرة سيكتسب أيضا جنسية جمهورية أذربيجان.إذا انسحب كل من والدين لطفل يعيشان في إقليم جمهورية أذربيجان أو والدهما الوحيد من جنسية جمهورية أذربيجان، ولم يشاركا في رفع الوصاية أو الوصاية على الطفل، يحتفظ الطفل بجنسية جمهورية أذربيجان بناء على طلب الوالدين والوصي والوصي.إذا كان أحد الوالدين مواطناً من جمهورية أذربيجان والآخر أجنبي، فيجوز للطفل الحصول على جنسية جمهورية أذربيجان بموافقة الوالد الذي حصل على جنسية جمهورية أذربيجان وموافقة الوالد الأجنبي.إذا كان أحد والدي أحد الأطفال الذين يعيشون في أراضي جمهورية أذربيجان هو الشخص الذي حصل على جنسية جمهورية أذربيجان، والآخر هو شخص عديم الجنسية، يكتسب الطفل جنسية جمهورية أذربيجان.إذا كان أحد والدي الطفل الذي يعيش خارج جمهورية أذربيجان هو الشخص الذي حصل على جنسية جمهورية أذربيجان والآخر شخص عديم الجنسية، فيجوز للطفل الحصول على جنسية جمهورية أذربيجان بموافقة الوالد الذي حصل على جنسية جمهورية أذربيجان وموافقة الشخص عديم الجنسية.